# Дубно
Ду̀бно е град в Ровненска област на Украйна, административен център на Дубненски район от областта.
Има население от 39 146 жители (по преброяване от 2001 г.). През Дубно минават европейските транспортни коридори E40 и E85. В града има: краеведски музей, замък и дворец на князете Острожки (XV—XVII век), дворец на шляхтичите Любомирски и други архитектурни паметници. Първото споменаване на града е през 1100 г.
В края на юни и началото на юли 1941 г., околностите на Дубно стават арена на ожесточени сражения между Червената армия и Вермахта. В резултат на контраударите на механизираните корпуси на Югозападния фронт, придвижването на германците е забавено.
На 17 март 1944 г. е отвоюван от войските на 1-ви Украински фронт, в хода на Проскуровско-Черновицката операция. На частите, участвали в освобождението на Дубно, със заповед на съветското Върховно главно командване от същия ден, е обявена благодарност и в Москва е даден салют от 12 артилерийски залпа от 124 оръдия.